# Мануї
Мануї (фр. Manui) - невеликий острівець в архіпелазі Гамб'є. Адміністративно входить до складу комуни Гамб'є.

## Географія

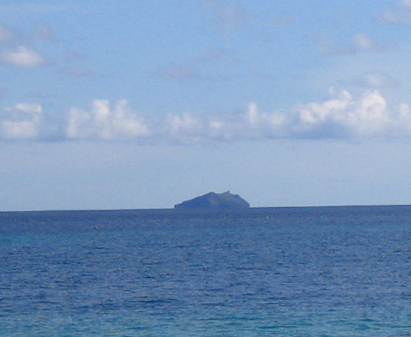
Острів Мануї

Острів Мануї належить острівній державі Французька Полінезія. Мануї розташований приблизно в 1650 кілометрах на північний захід від великого острова Таїті.
Площа острова становить лише 0,1 км², його найвища точка піднята над рівнем моря на 54 м. Мануї має яскраво виражене вулканічне походження, більша частина його території покрита скелястими утвореннями.
Станом на 2007 рік острів був не заселений, але іноді сюди запливають рибалки із сусідніх атолів.